# Universiteit van Cambridge
De Universiteit van Cambridge is een universiteit in de Engelse stad Cambridge en behoort met die van Oxford tot de twee beroemdste en oudste universiteiten van het Verenigd Koninkrijk. De twee universiteiten samen worden informeel aangeduid met Oxbridge.
De universiteit, opgericht in 1209, is de derde oudste ter wereld en heeft een indrukwekkende lijst van alumni. Er hebben 121 Nobelprijswinnaars, 11 winnaars van de Fieldsmedaille, 7 winnaars van de A.M. Turing Award en 14 premiers van het Verenigd Koninkrijk gestudeerd of gewerkt aan de universiteit. Alumni van de universiteit hebben 194 Olympische medailles gewonnen. Naar omvang van het kapitaal is Cambridge de rijkste universiteit van Europa en behoort het steevast tot de topuniversiteiten ter wereld.

## Geschiedenis
De Universiteit van Cambridge werd in 1209 gesticht door studenten uit Oxford die uit onvrede met de lokale bevolking besloten te verhuizen. De Universiteit van Cambridge en de Universiteit van Oxford worden gezamenlijk ook wel (informeel) aangeduid met Oxbridge.
De universiteit bestaat uit 31 – tot op zekere hoogte onafhankelijke – colleges, die vaak om een centraal plein of grasveld zijn gebouwd, waar docenten en studenten intern verblijven. Ieder college is apart gesticht door een rijke weldoener of vorst. Voorbeelden van deze colleges zijn Girton College, Gonville and Caius College, King's College, Peterhouse, St Catharine's College en St John's College. Van de 31 colleges is er één dat uitsluitend vrouwen toelaat (Newnham College) en twee die alleen postgraduate-studenten aannemen, met andere woorden op masters- of doctoraatsniveau.
Ter gelegenheid van het 800-jarig bestaan in 2009 organiseerde de universiteit in dat jaar een reeks evenementen rond de universiteit en zijn beroemdste alumni (onder wie John Milton, Isaac Newton en Charles Darwin). Op het einde van het jaar werd het Empire State Building in New York lichtblauw verlicht als afsluiting van de festiviteiten.

## Onderwijs
Historisch gezien heeft Cambridge een ijzersterke academische reputatie. Volgens UCAS, het Britse systeem voor applicaties van studenten, zijn Cambridge en Oxford de twee meest selectieve universiteiten in heel Engeland. Er is een speciaal applicatieprogramma voor studenten die aan een van deze twee universiteiten willen studeren.
Dit weerspiegelt zich in de kwaliteit van het onderwijs en het onderzoek. Trinity College alleen al telt 34 Nobelprijswinnaars onder zijn oud-studenten. Ter vergelijking: heel Frankrijk telt ongeveer 50 winnaars. De gehele Universiteit van Cambridge heeft 121 Nobelprijswinnaars onder haar oud-studenten, volgens de tweede meeste tellingen het hoogste aantal ter wereld.
In ranglijsten van de Britse overheid uit 2001 en 2008 werd Cambridge beide keren aangemerkt als de beste universiteit van Engeland. In de Times Higher Education World University Rankings voor de beste universiteiten ter wereld, kwam Cambridge in 2009 op de tweede plaats, na de in het Amerikaanse Cambridge gevestigde Harvard-universiteit. In de wereldwijde QS World University Rankings kwam de universiteit op de eerste plaats in 2010 en 2011, en op de tweede plaats in 2012 na het Amerikaanse MIT. De Academic Ranking of World Universities 2020 plaatste de Universiteit van Cambridge als derde beste universiteit ter wereld.

## ESOL
Een initiatief dat zijn oorsprong in de universiteit kent, is de University of Cambridge ESOL examination. Dit is een serie van examens die de beheersing van de Engelse taal toetst van personen die Engels niet als moedertaal spreken. Wereldwijd nemen jaarlijks 2 miljoen mensen deel aan de examens en het examen wordt in meer dan 130 landen afgenomen.

## Alumni
Bekende namen die hier hun opleiding hebben gevolgd, of hier hebben lesgegeven, zijn Isaac Newton, James Watson, Francis Crick, Charles Darwin, John Milton, Stephen Hawking en vele anderen, onder wie ook 14 eerste ministers van het Verenigd Koninkrijk. Op de 800e verjaardag van de universiteit werden Milton, Newton en Darwin aangeduid als de belangrijkste alumni van Cambridge. Hieronder volgt een lijst van enkele bekende alumni van Cambridge:

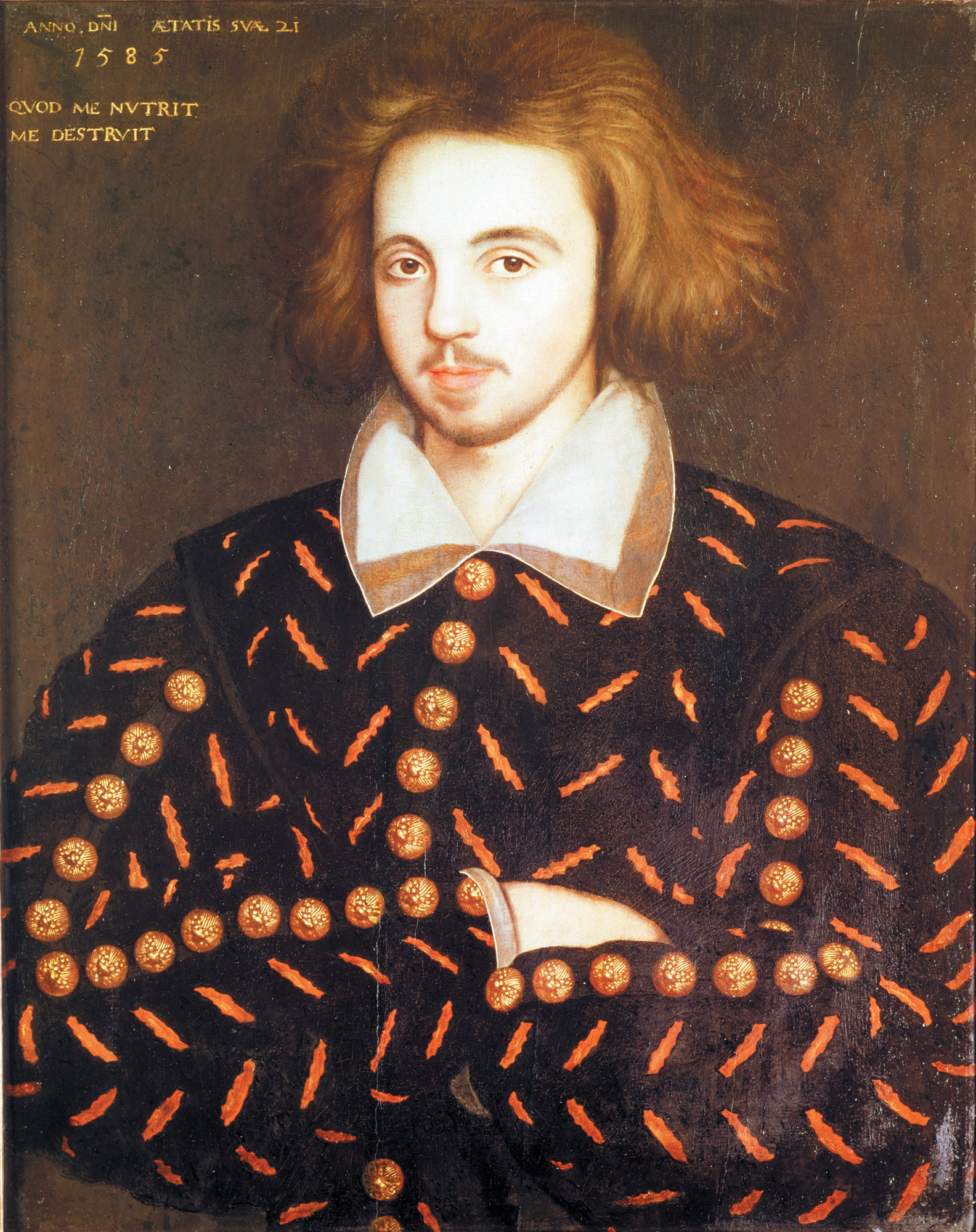
Christopher Marlowe
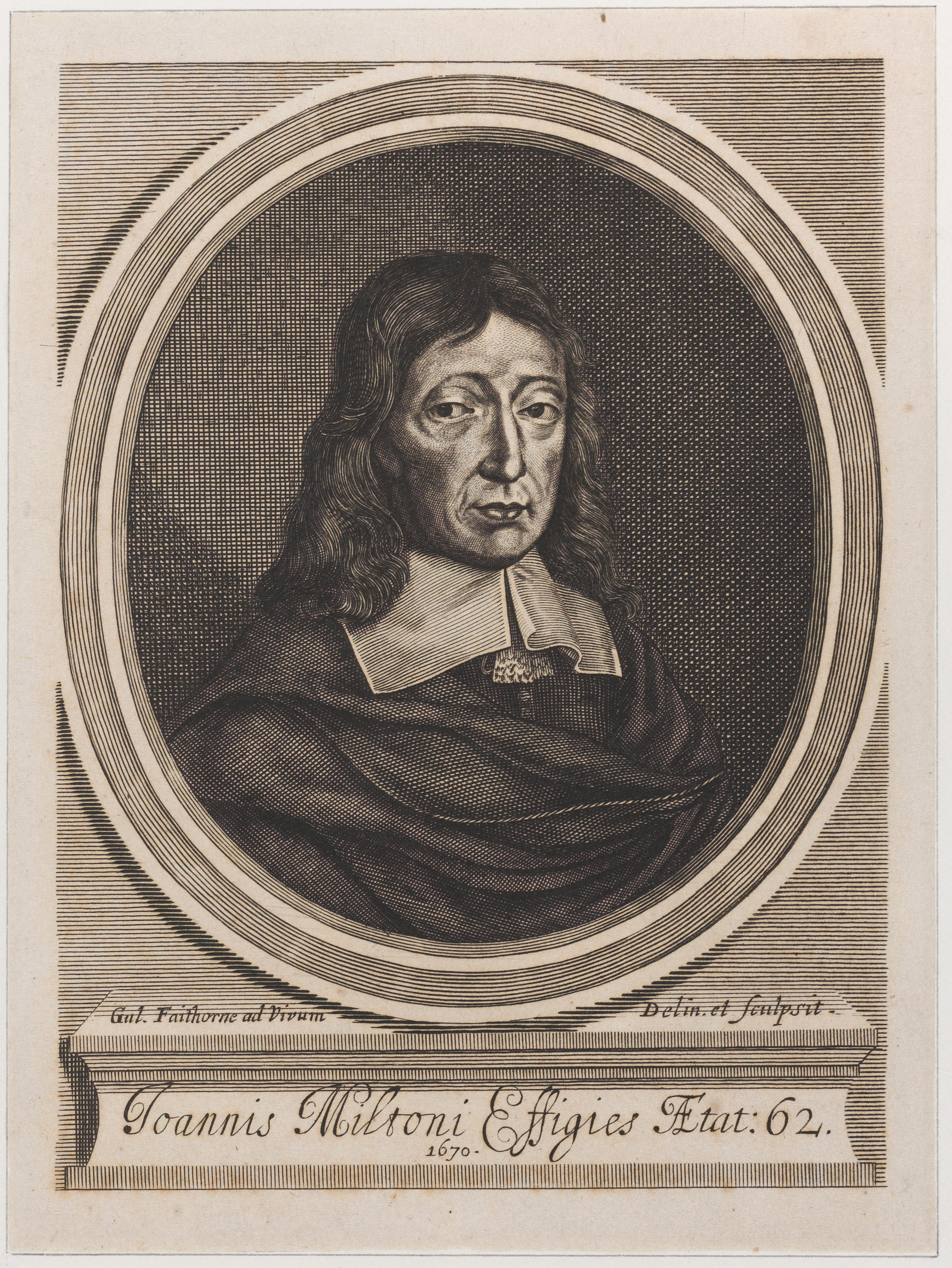
John Milton
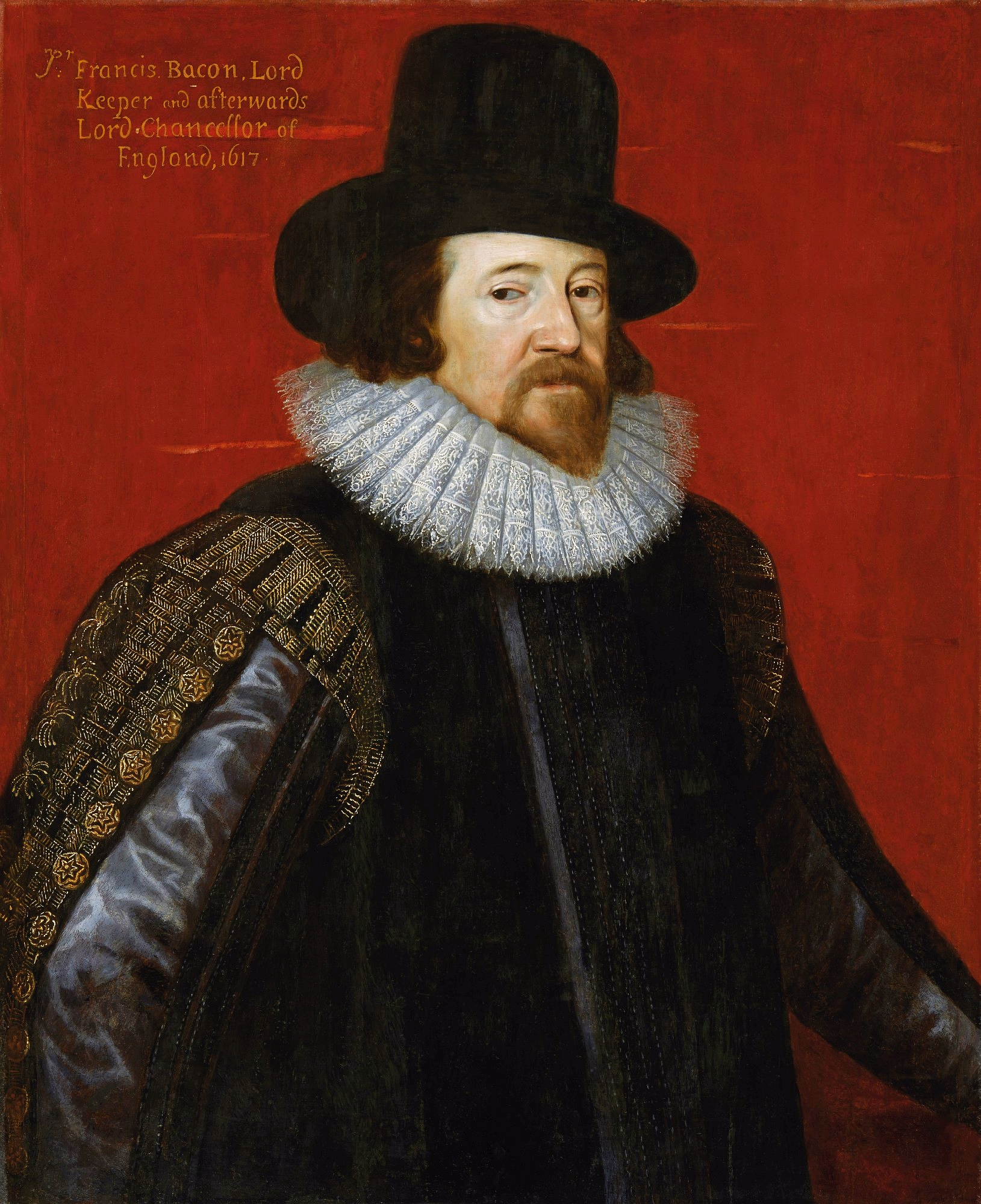
Francis Bacon
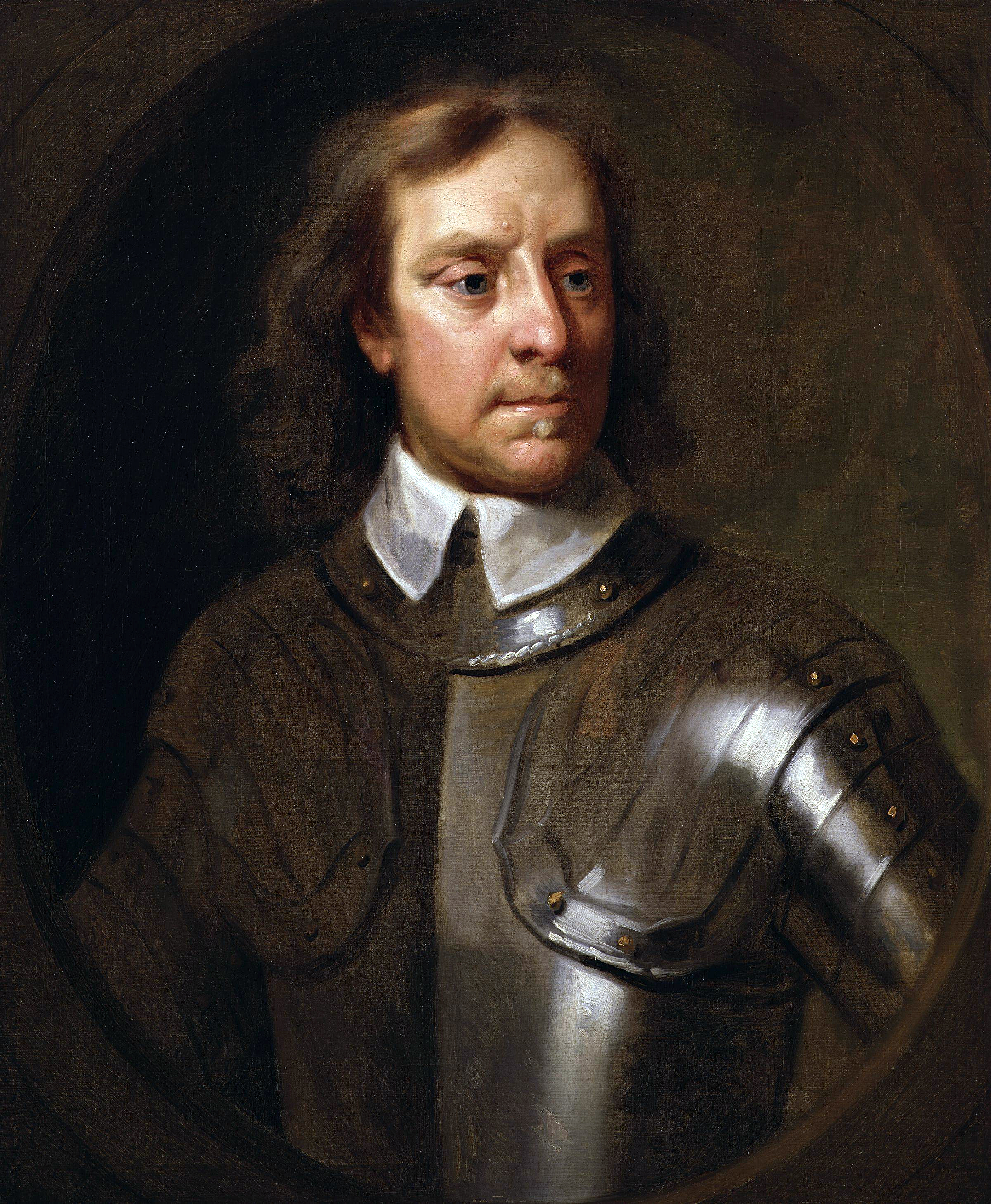
Oliver Cromwell
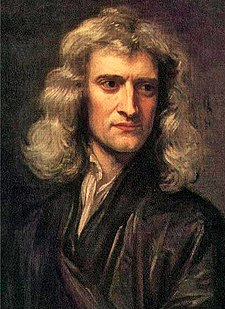
Isaac Newton
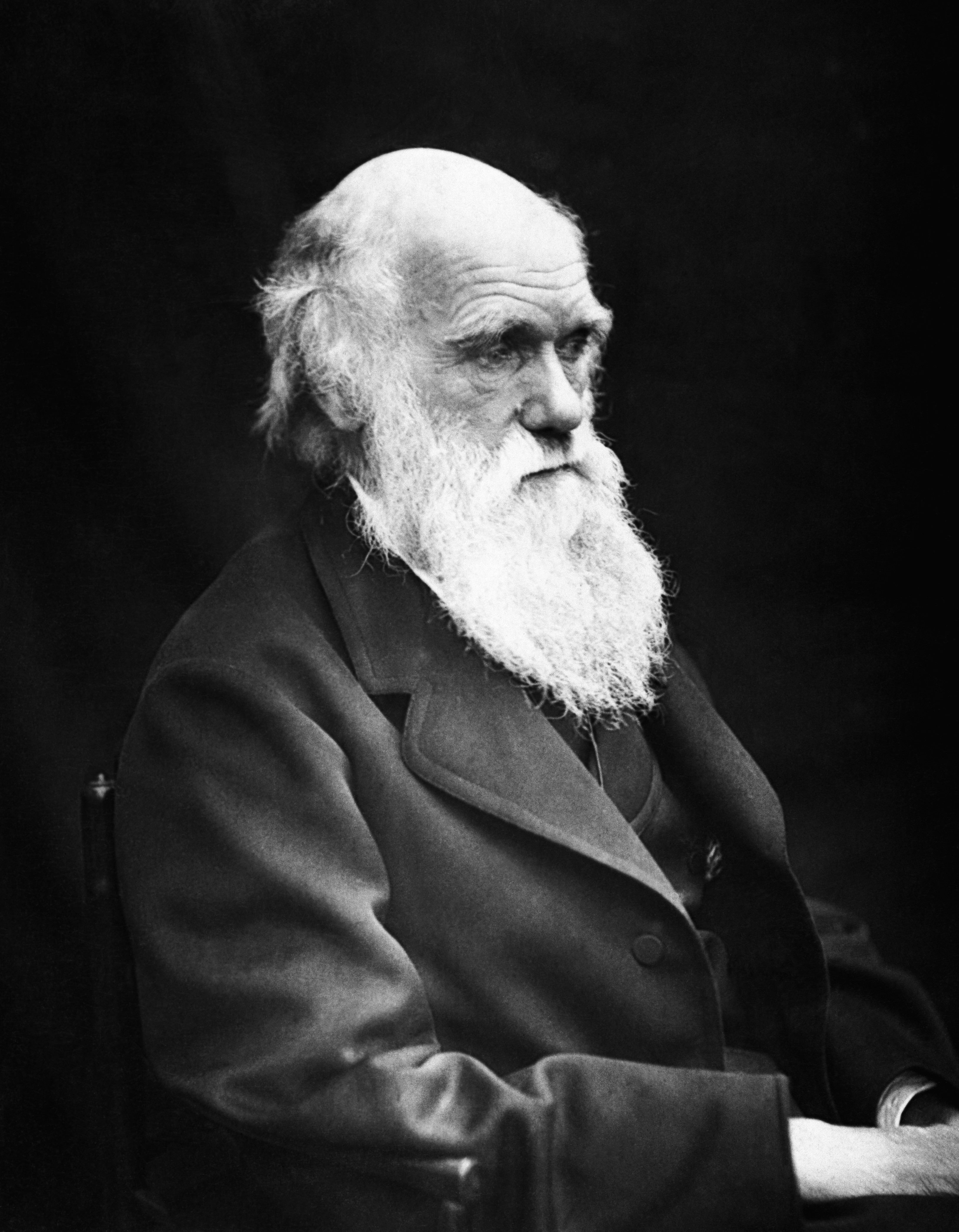
Charles Darwin
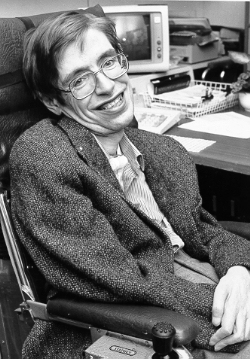
Stephen Hawking
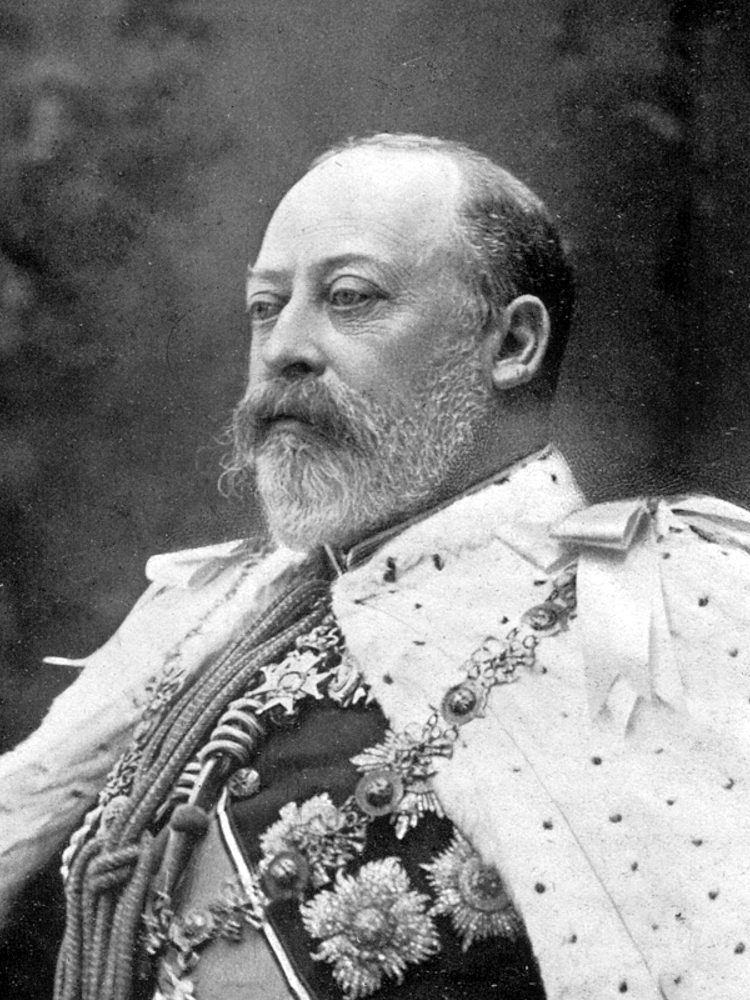
Koning Edward VII van het Verenigd Koninkrijk
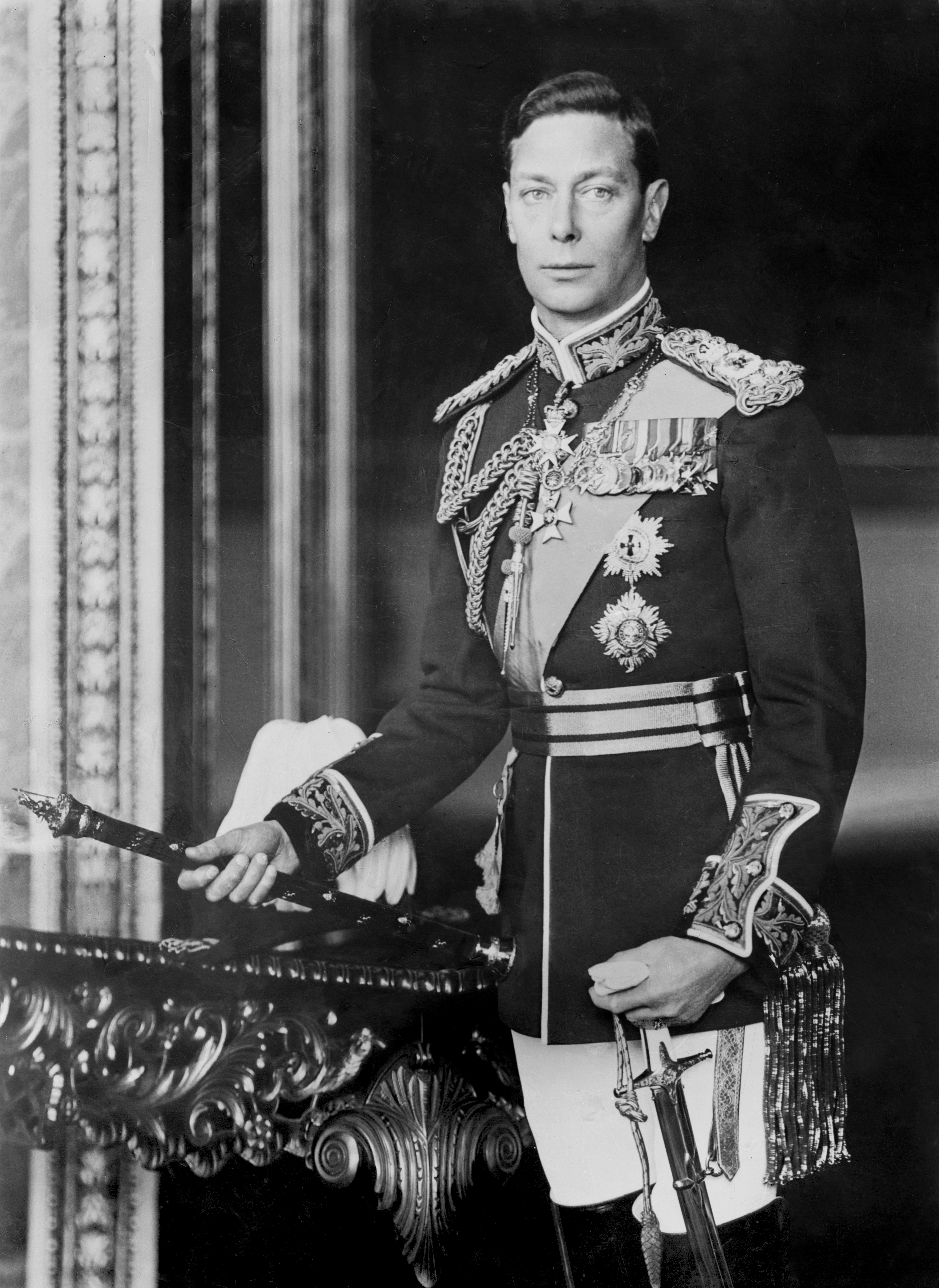
Koning George VI van het Verenigd Koninkrijk
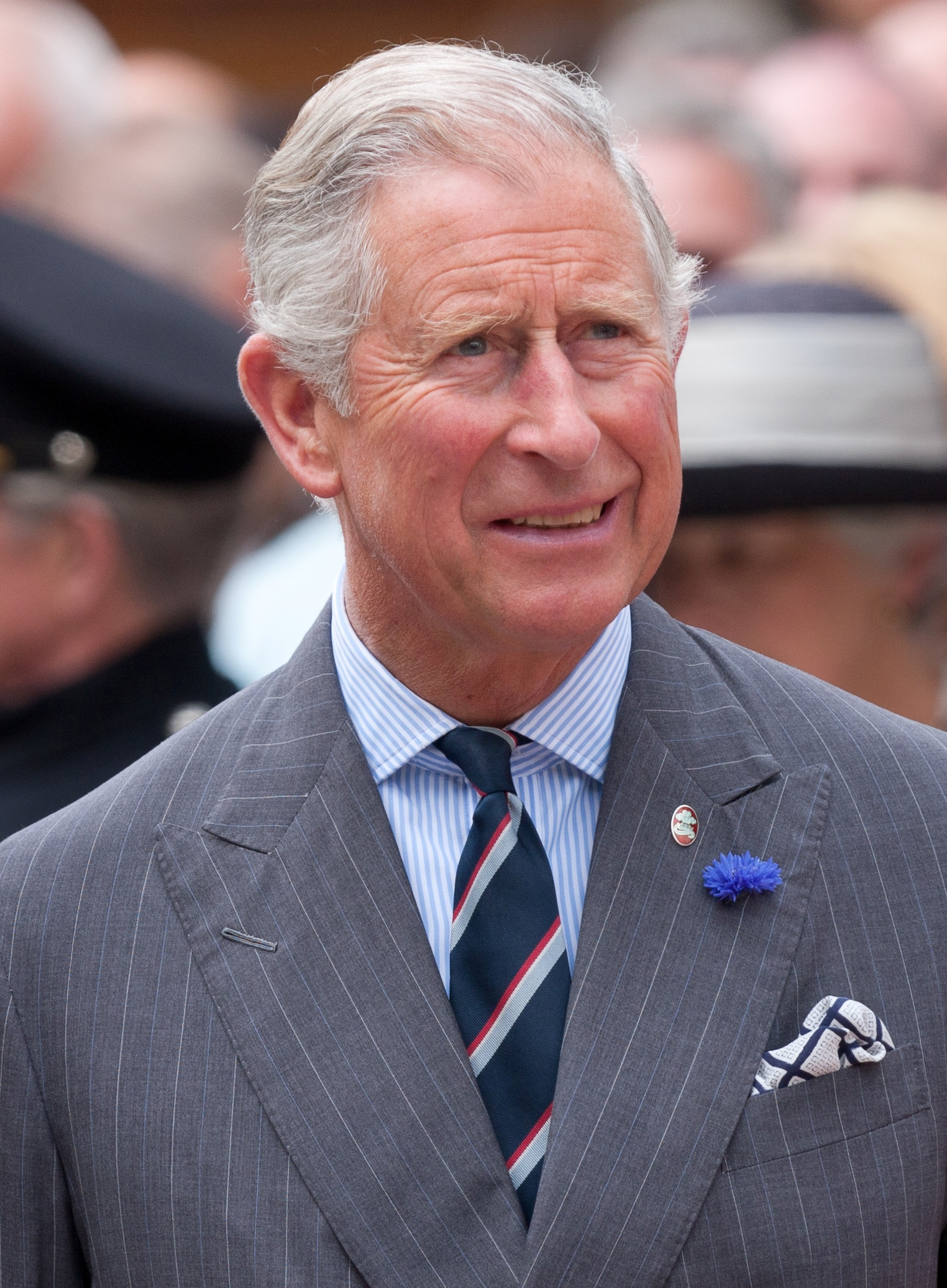
Koning Charles III van het Verenigd Koninkrijk
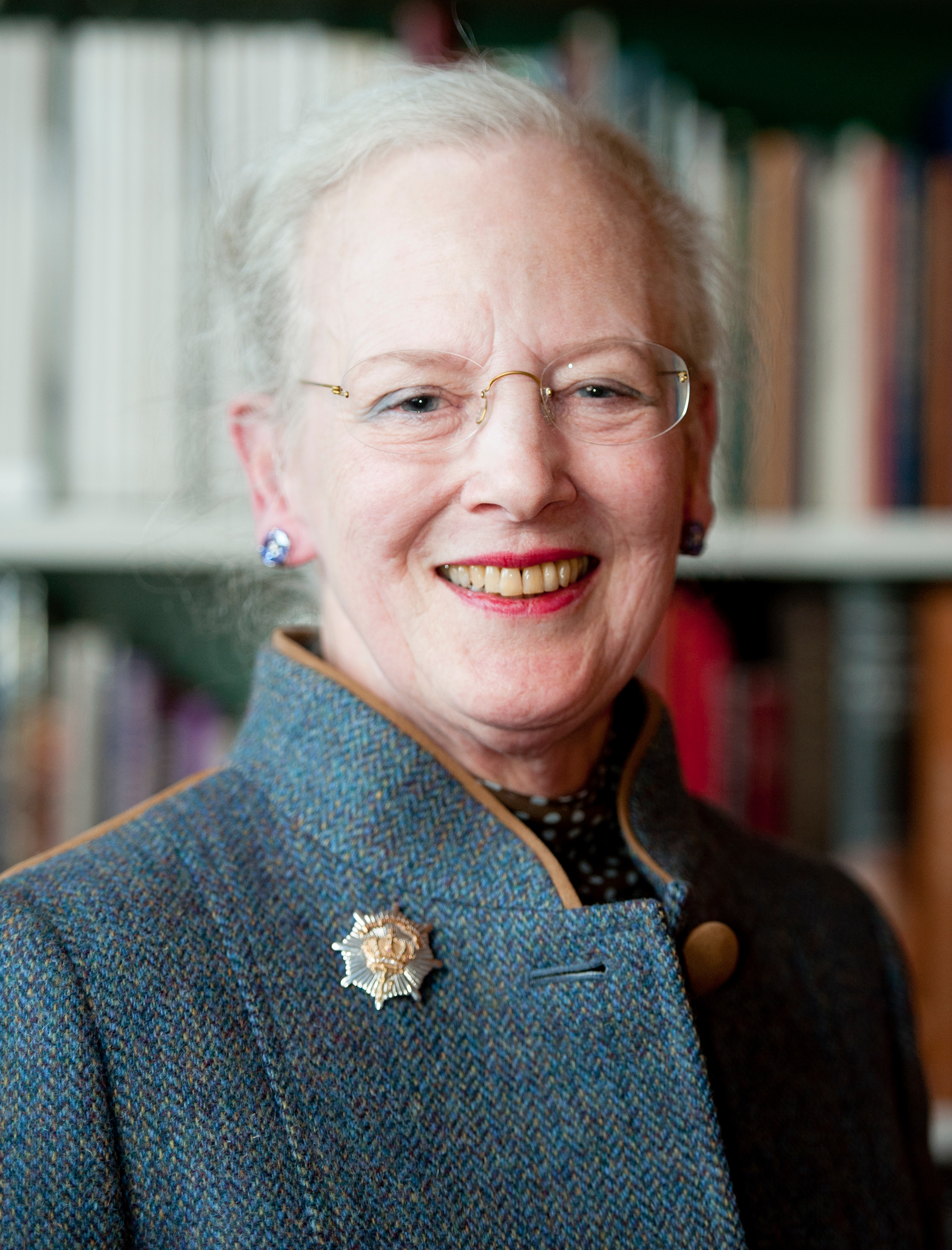
Margrethe II van Denemarken
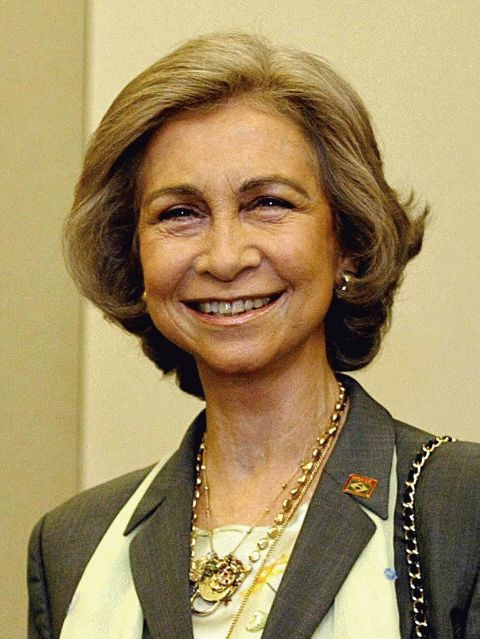
Koningin Sophia van Griekenland
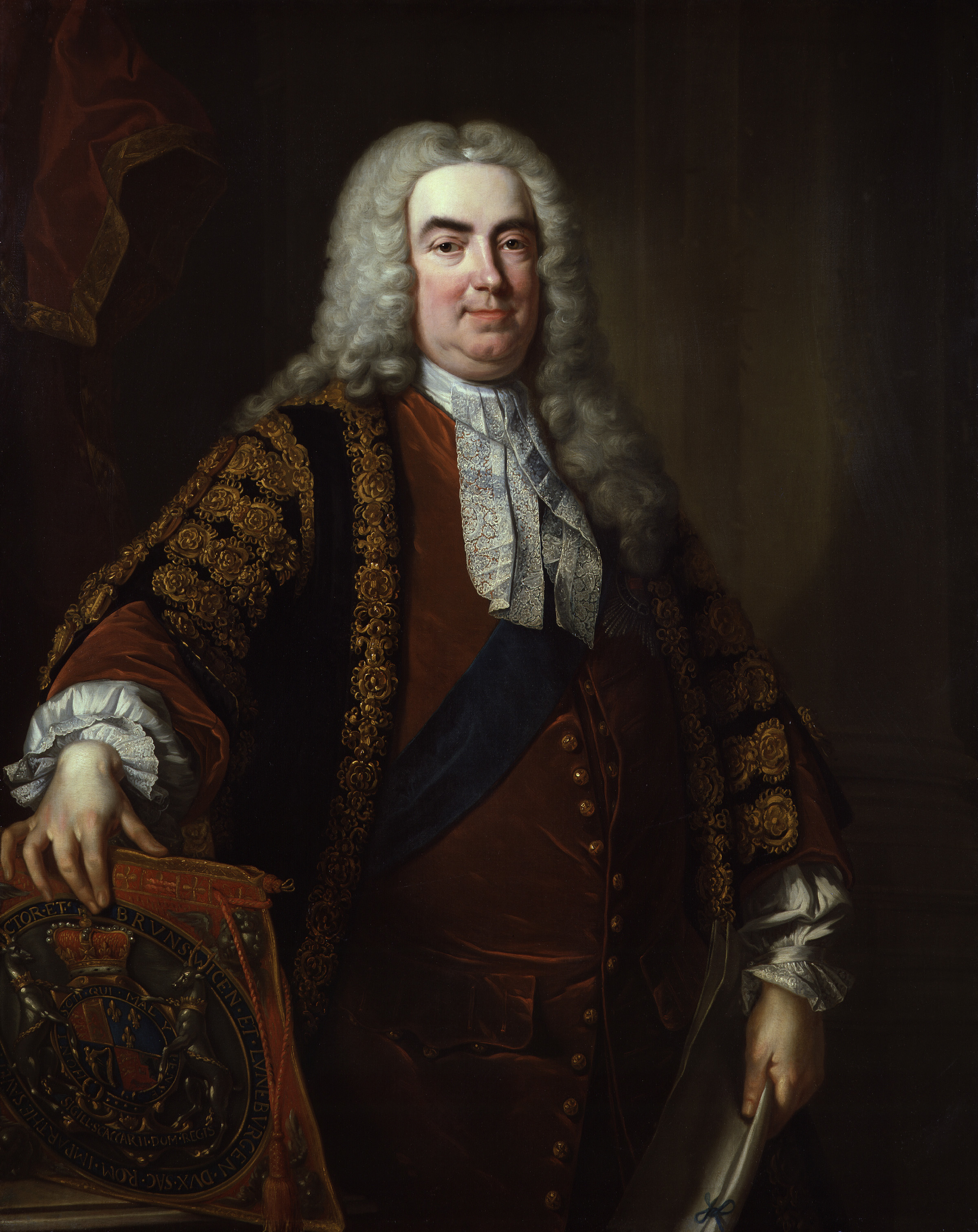
Robert Walpole
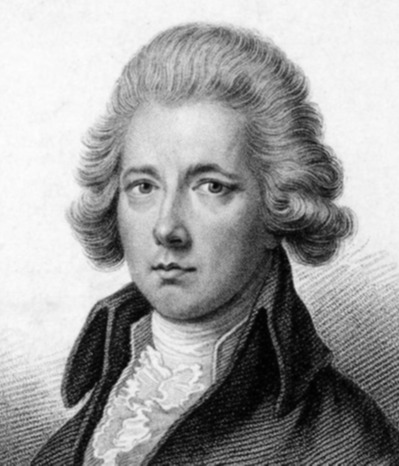
William Pitt de Jongere
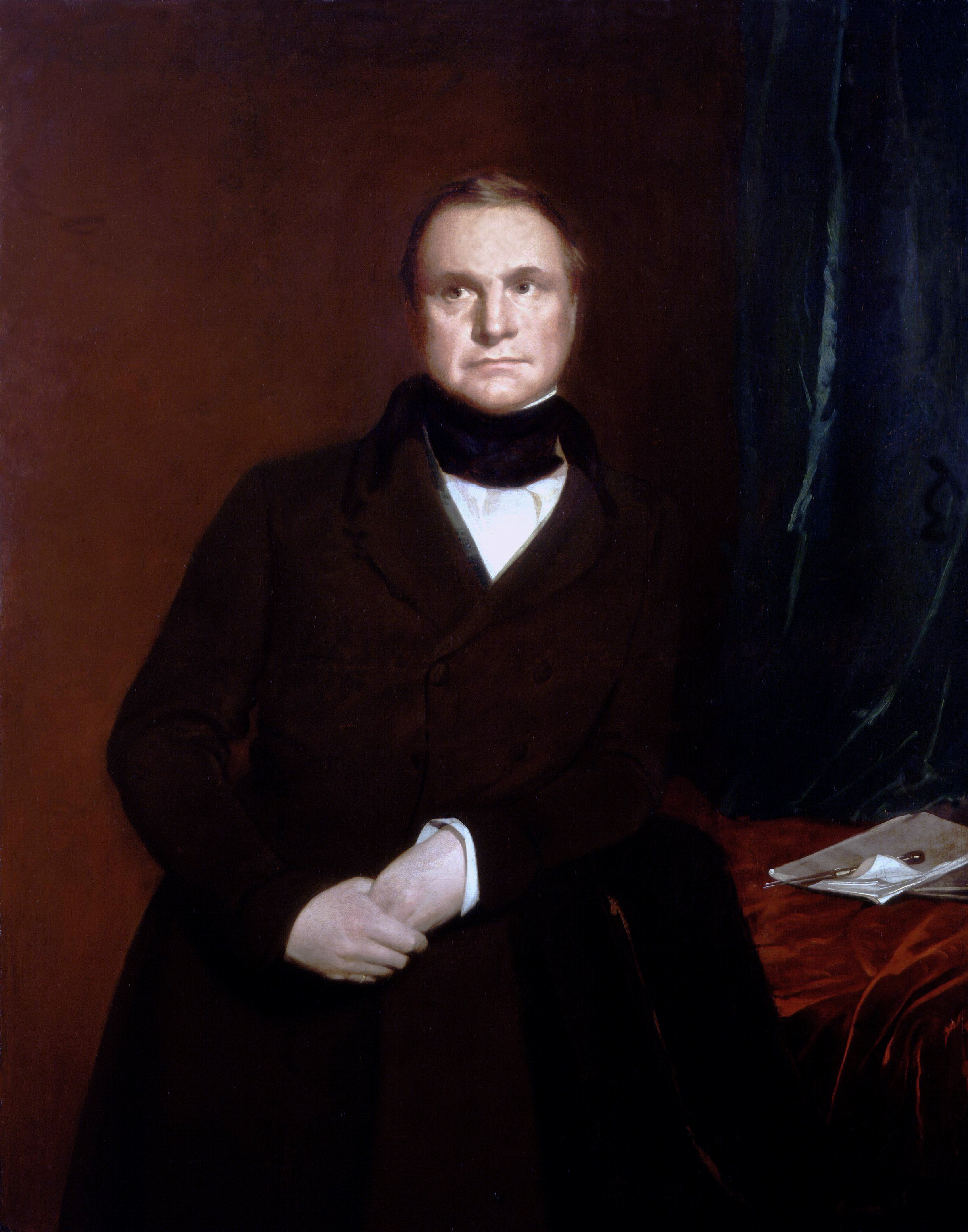
Charles Babbage
James Clerk Maxwell
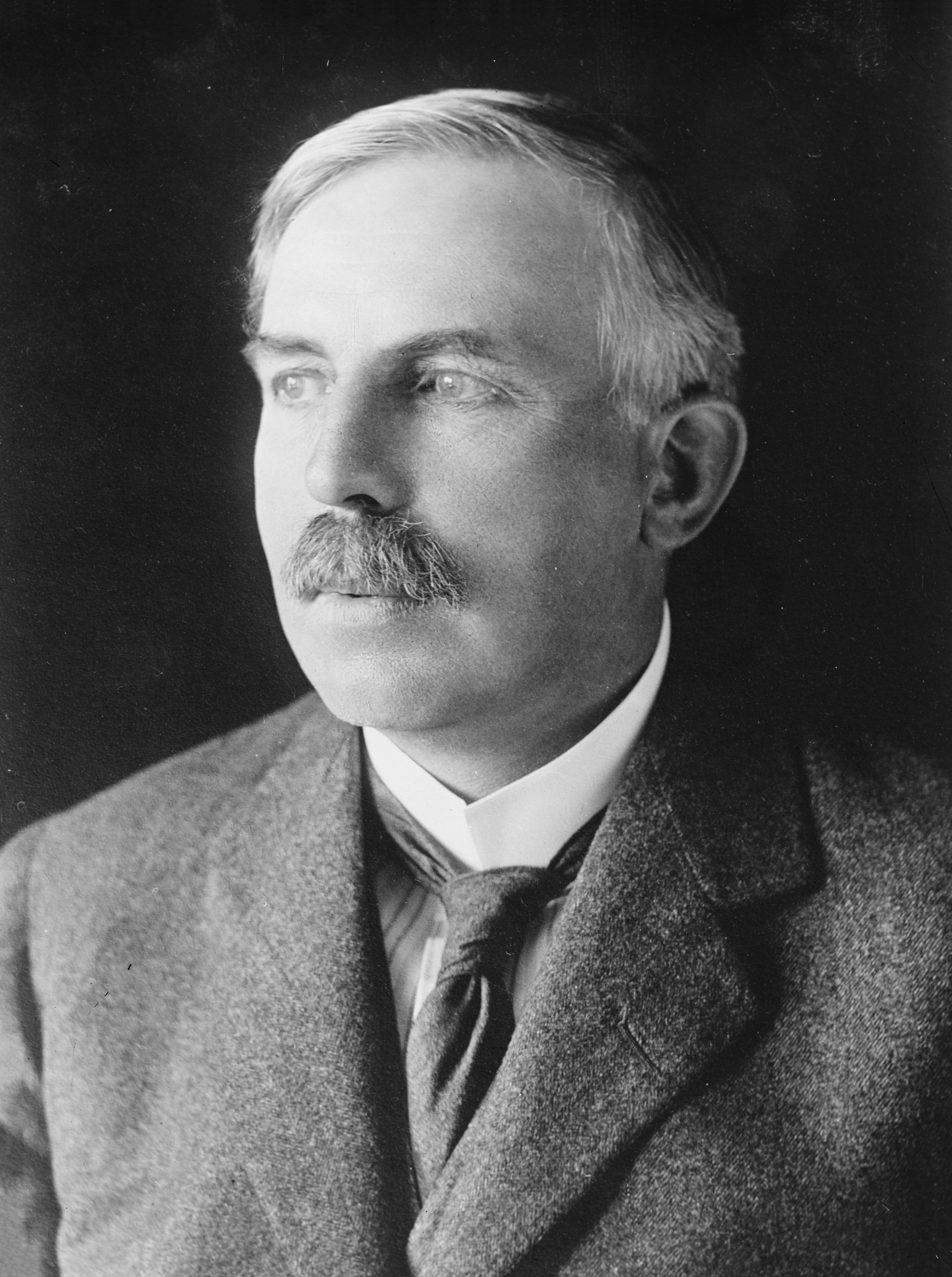
Ernest Rutherford
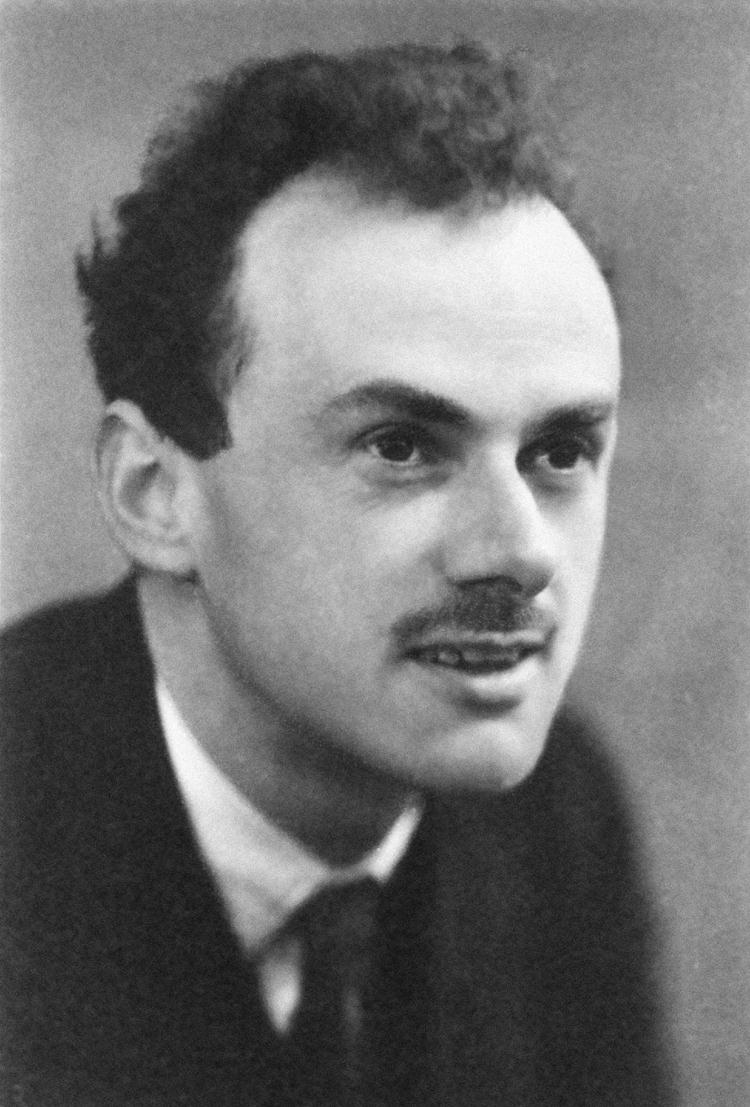
Paul Dirac
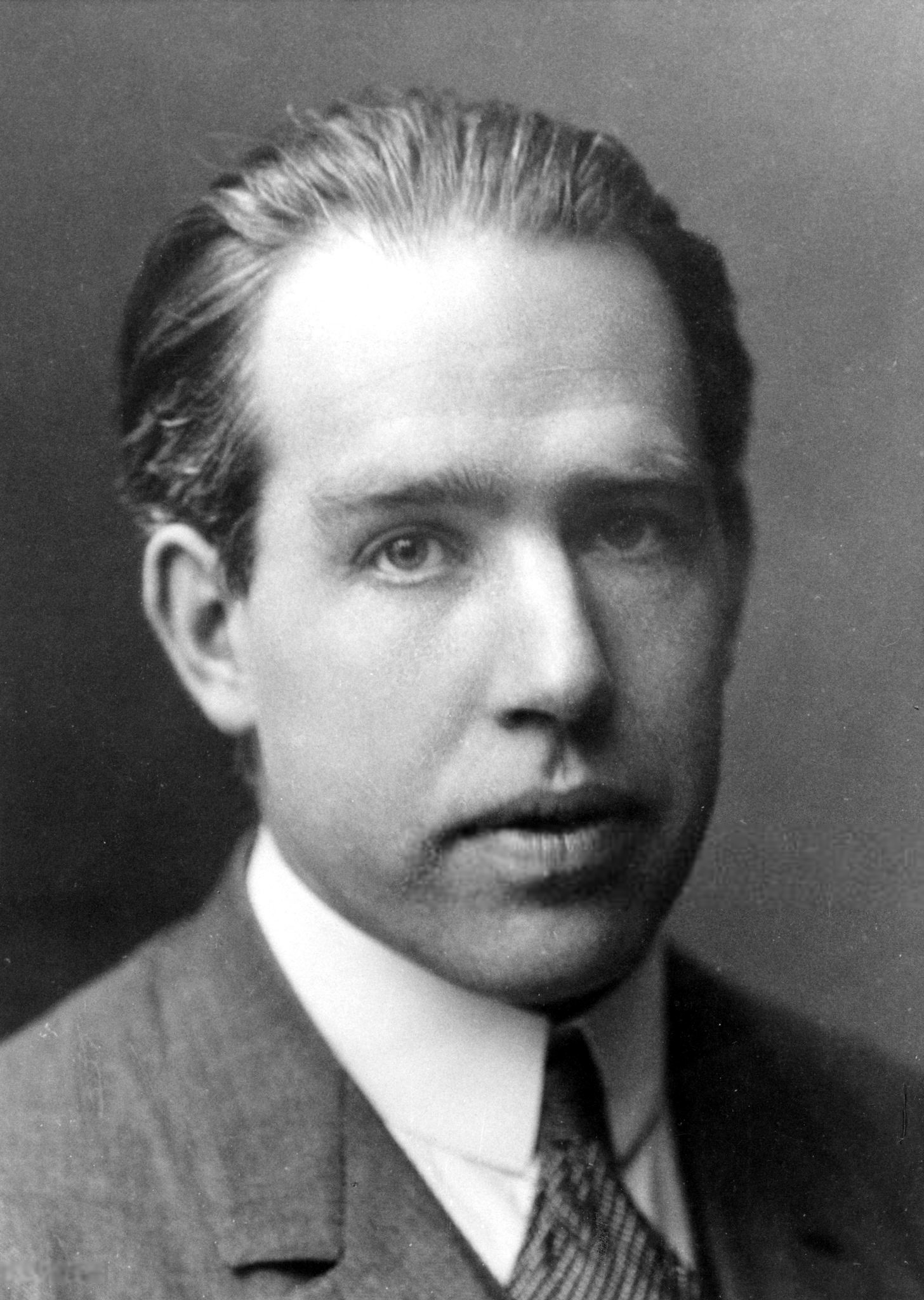
Niels Bohr
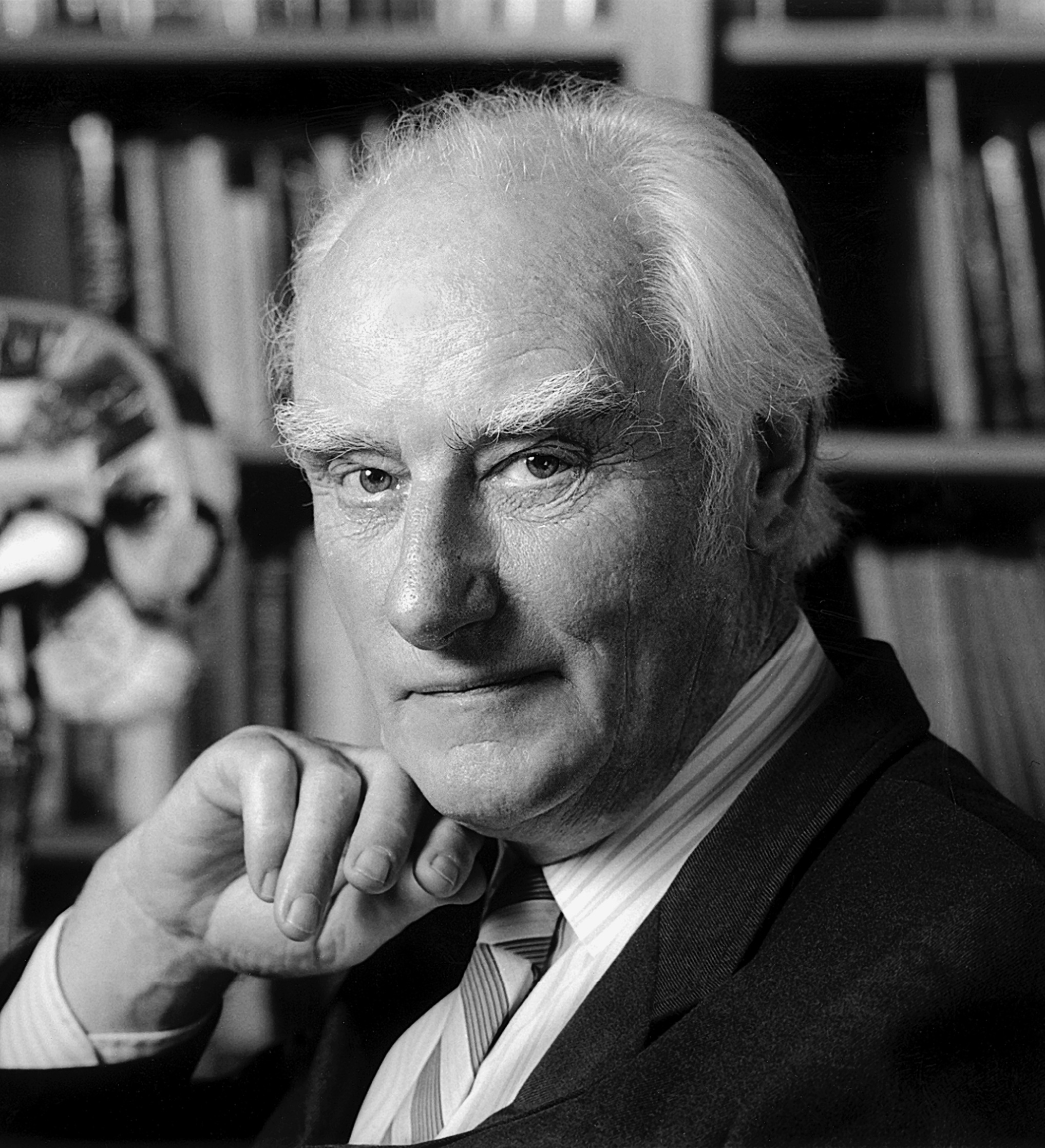
Francis Crick
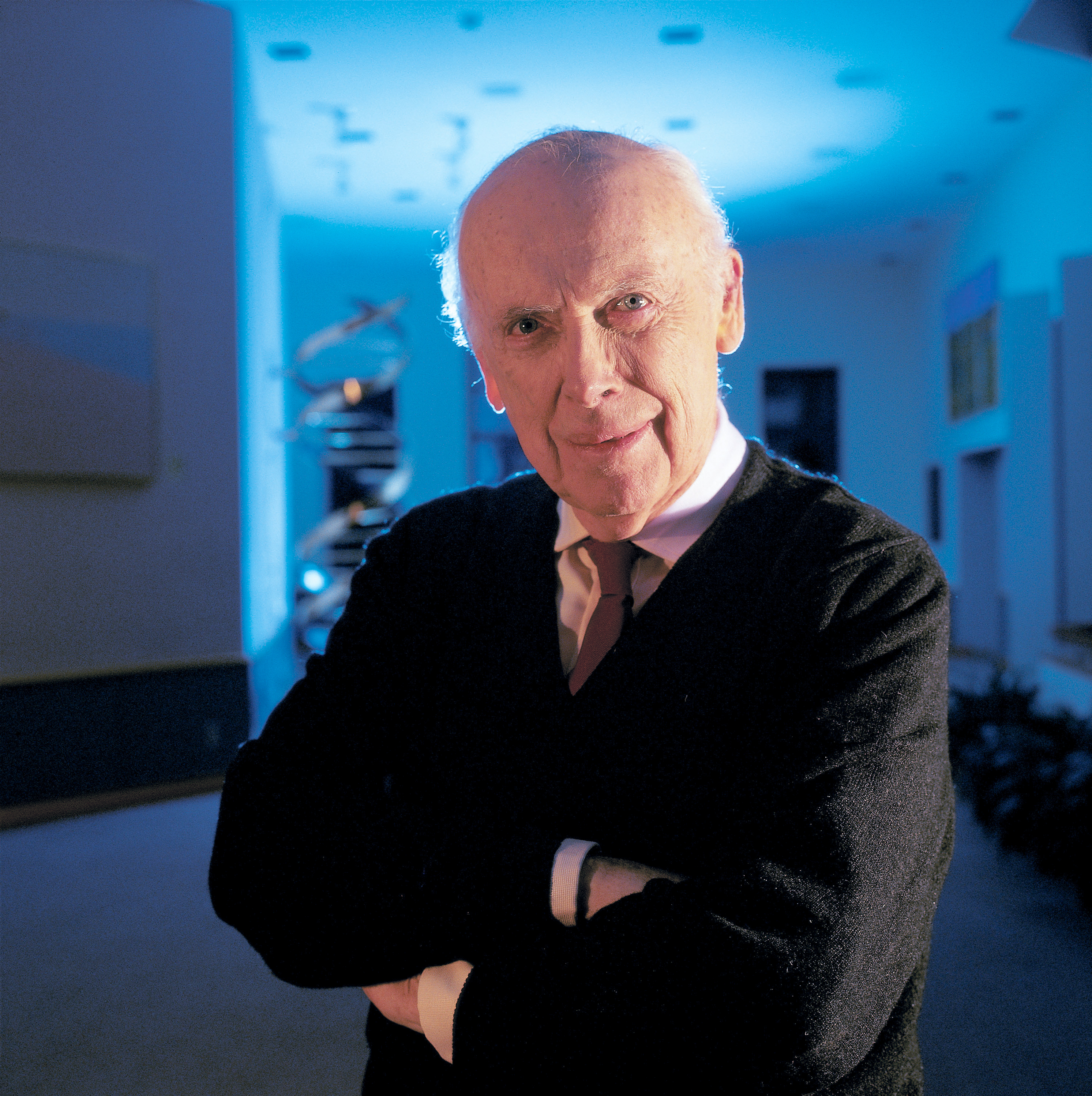
James Watson
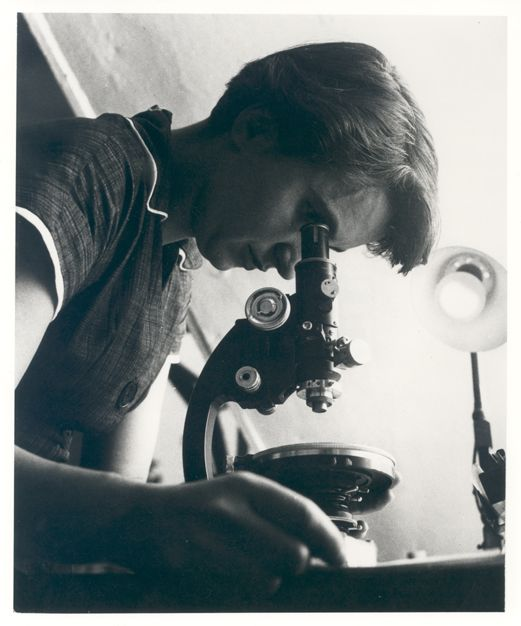
Rosalind Franklin
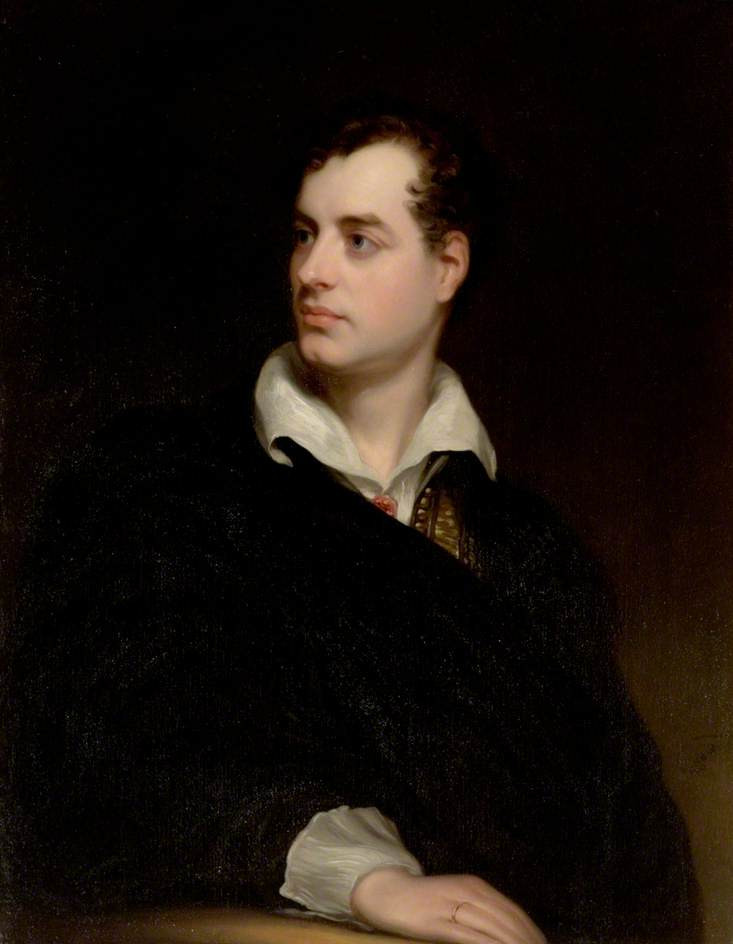
Lord Byron
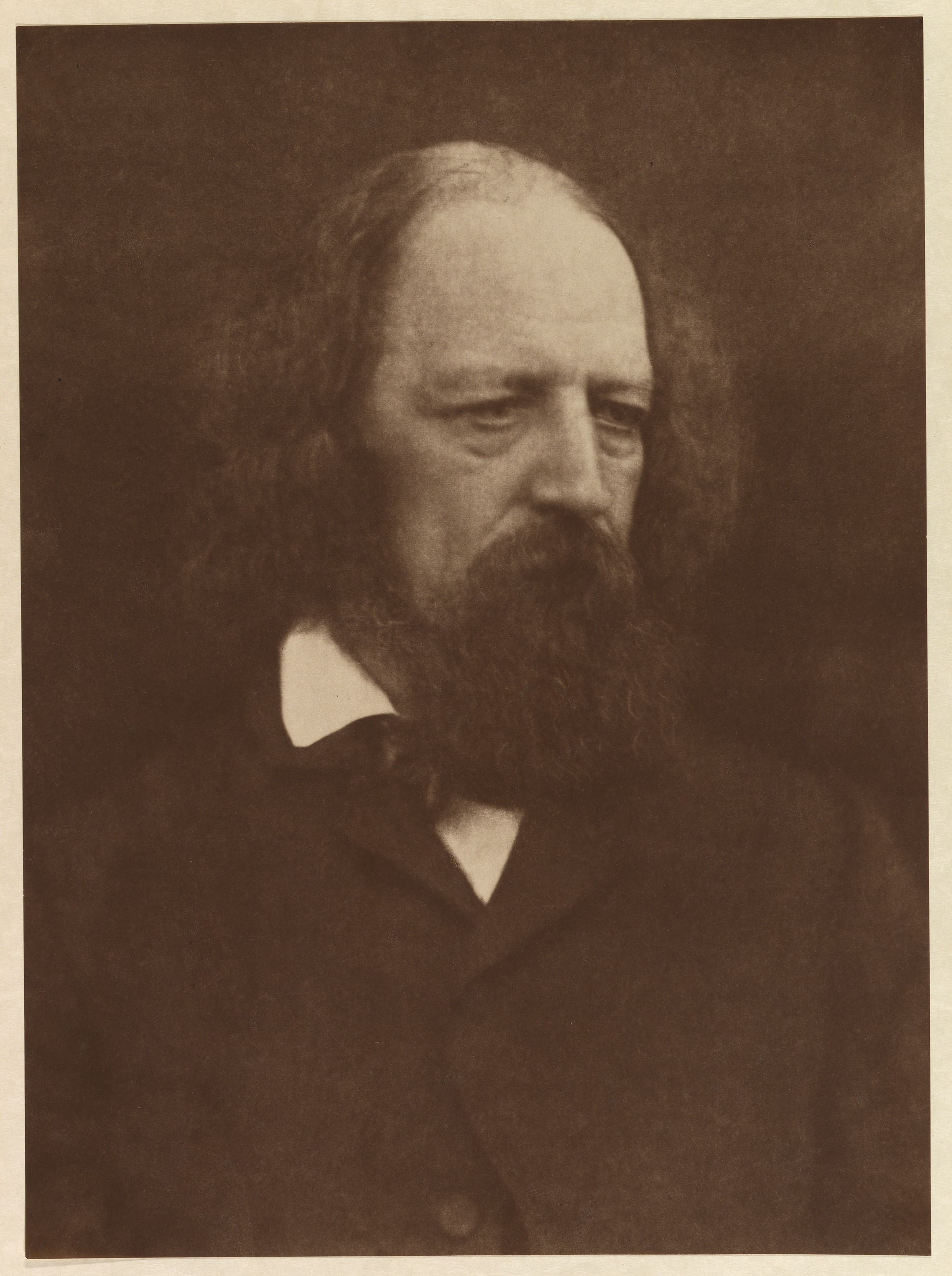
Alfred Tennyson
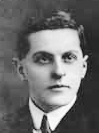
Ludwig Wittgenstein
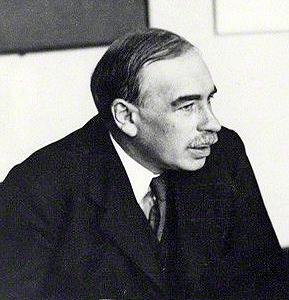
John Maynard Keynes
David Attenborough
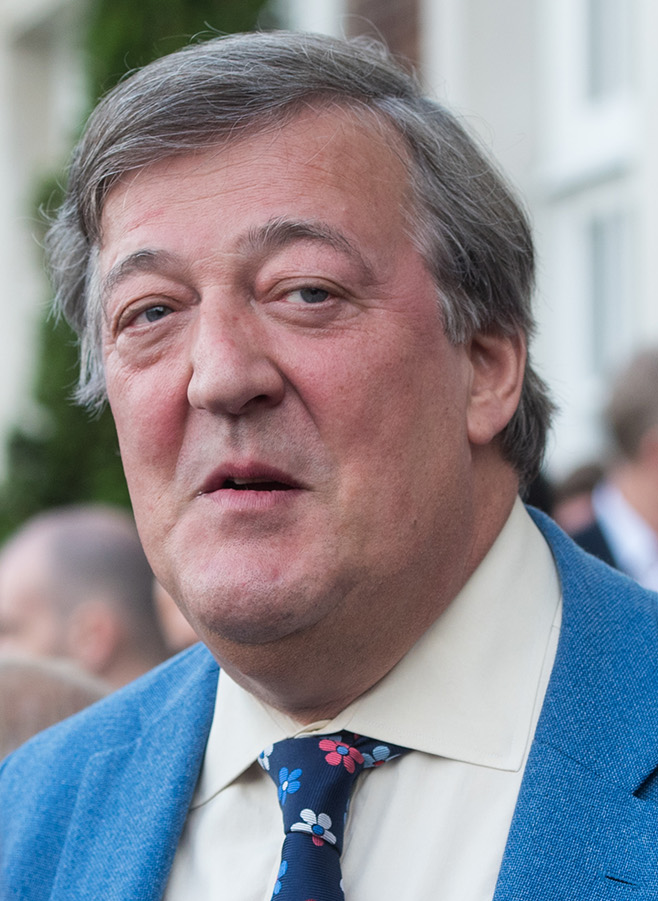
Stephen Fry
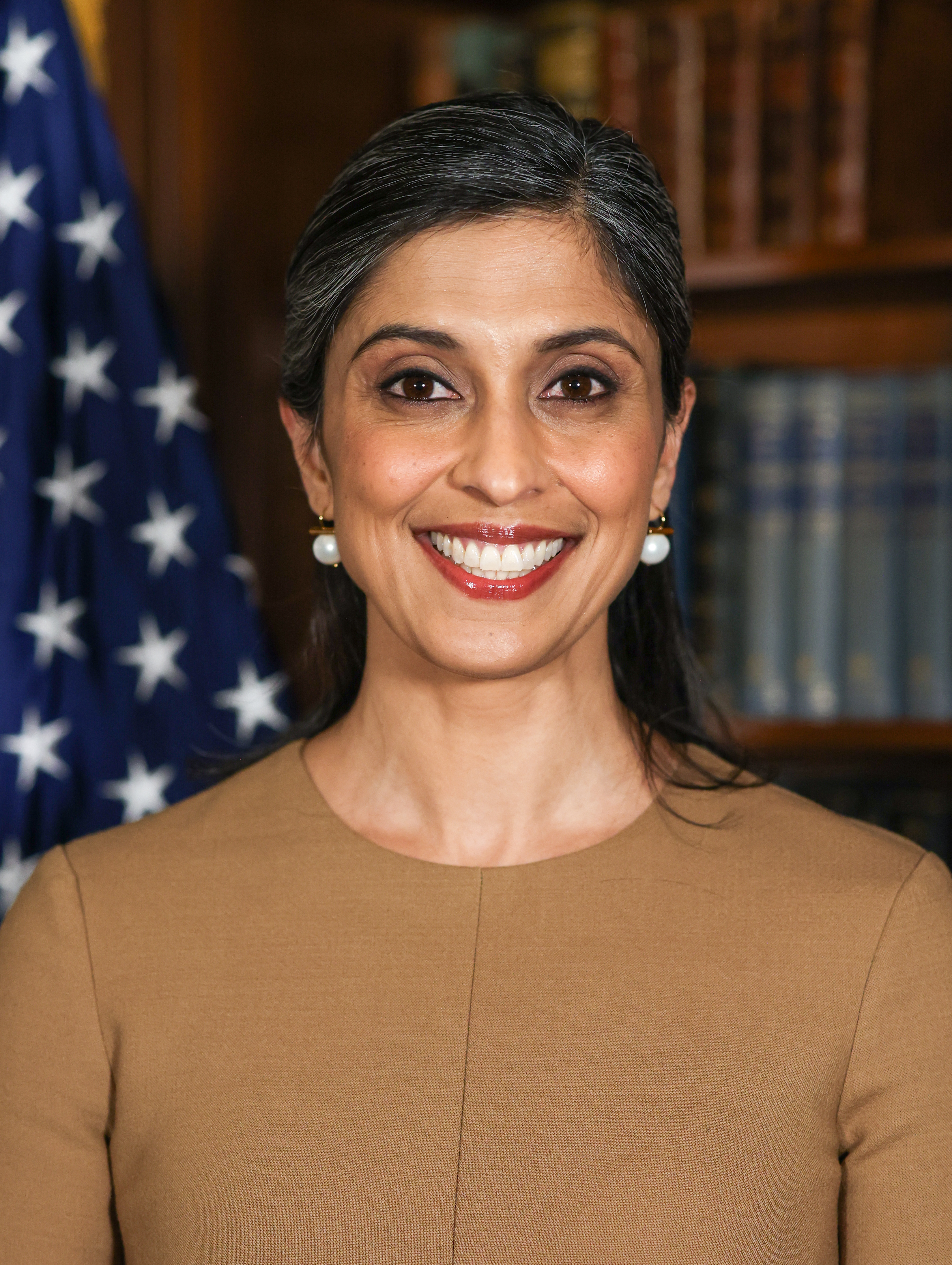
Usha Vance

## In populaire cultuur
In de loop van haar geschiedenis is de universiteit vaak genoemd in literatuur en kunstwerken van verschillende auteurs. In de 14e-eeuwse The Canterbury Tales wordt er voor het eerst in fictie naar de universiteit verwezen door Geoffrey Chaucer. De universiteit en haar gebouwen zijn de setting of het onderwerp geweest in veel films (onder andere The Theory of Everything, Chariots of Fire, The History Boys, Sherlock Holmes: A Game of Shadows, Monty Python's The Meaning of Life, Cloud Atlas, Pirates of the Caribbean: On Stranger Tides,The Chronicles of Narnia: The Voyage of the Dawn Treader), series (onder meer Doctor Who, The Big Bang Theory, The West Wing, Death in Paradise, Grantchester) en boeken (o.a van P.G. Wodehouse, Virginia Woolf, J.B. Priestley, Douglas Adams). Ook zouden onder anderen Lemuel Gulliver, Fitzwilliam Darcy en Professor Moriarty hier hebben gestudeerd.

## Afbeeldingen

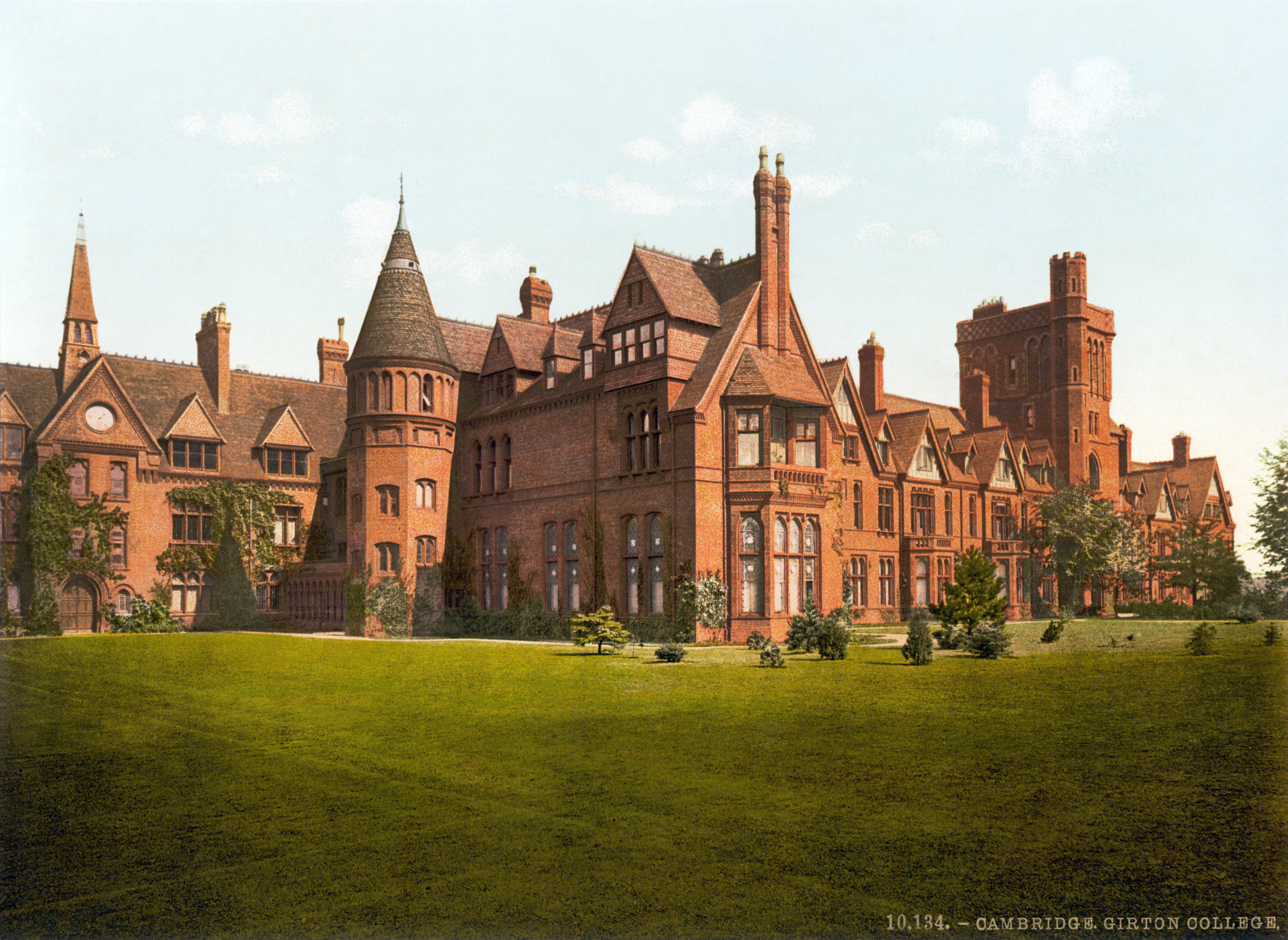
Girton College
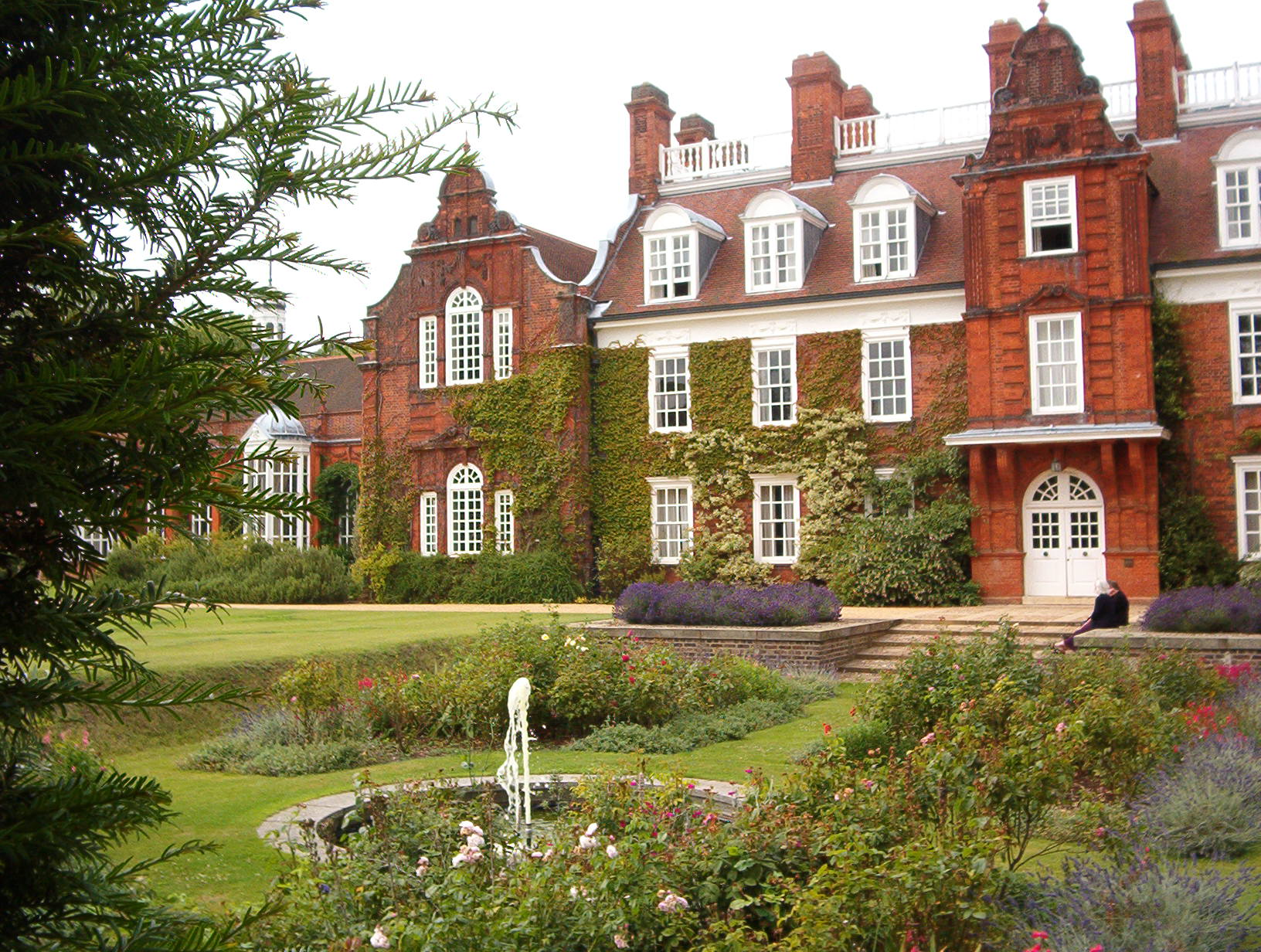
Newnham College
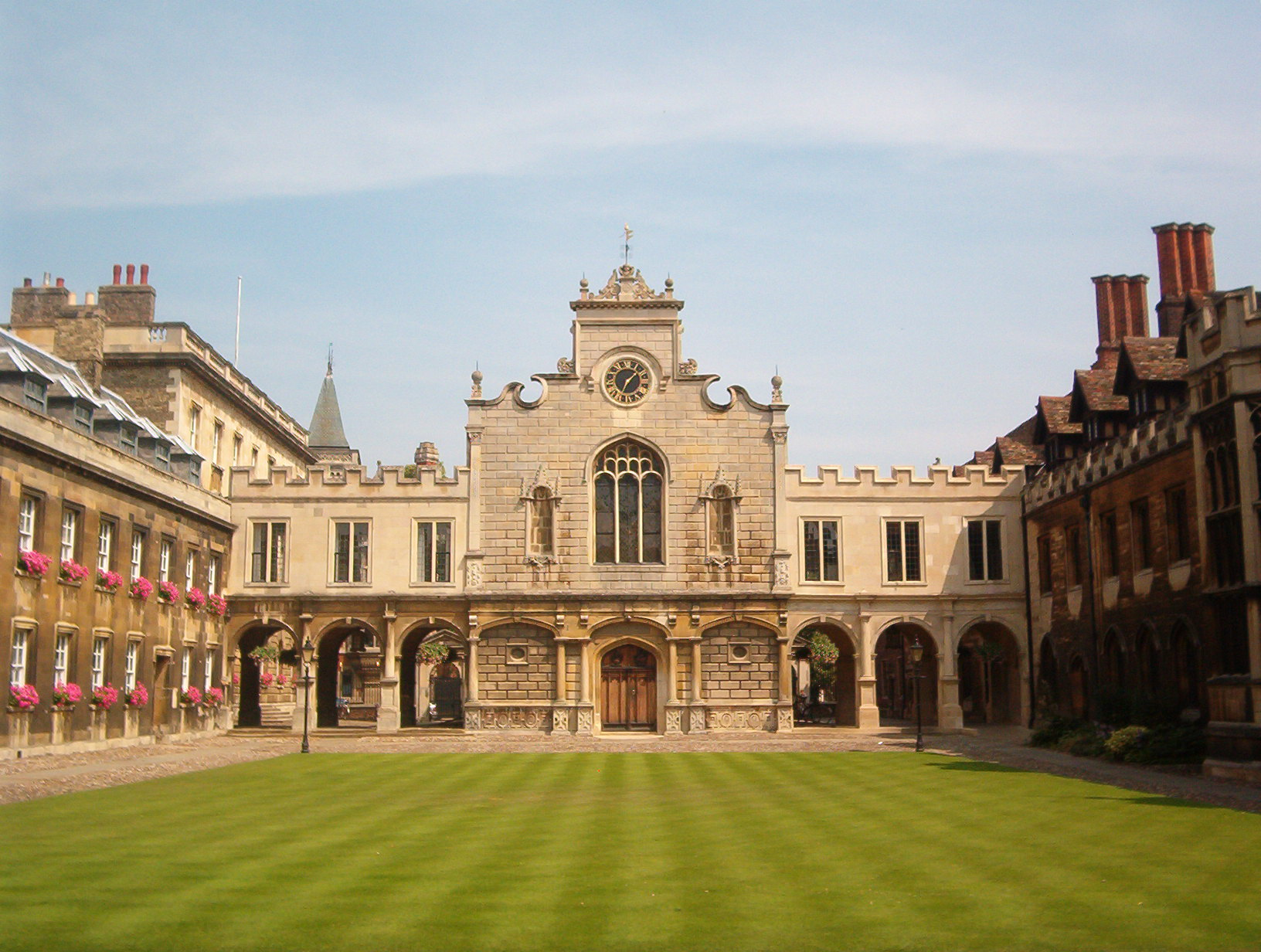
Peterhouse
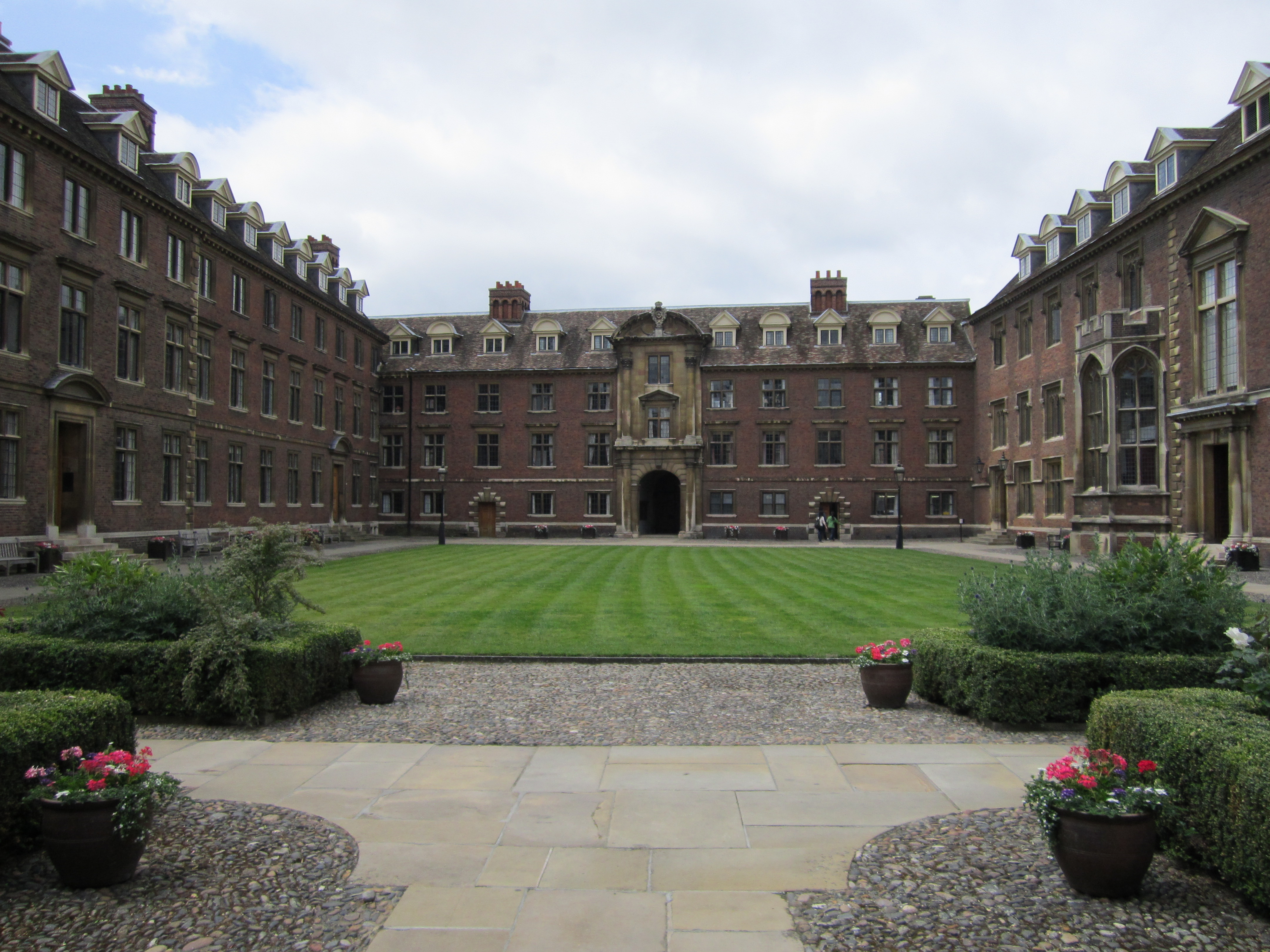
St Catharine's College
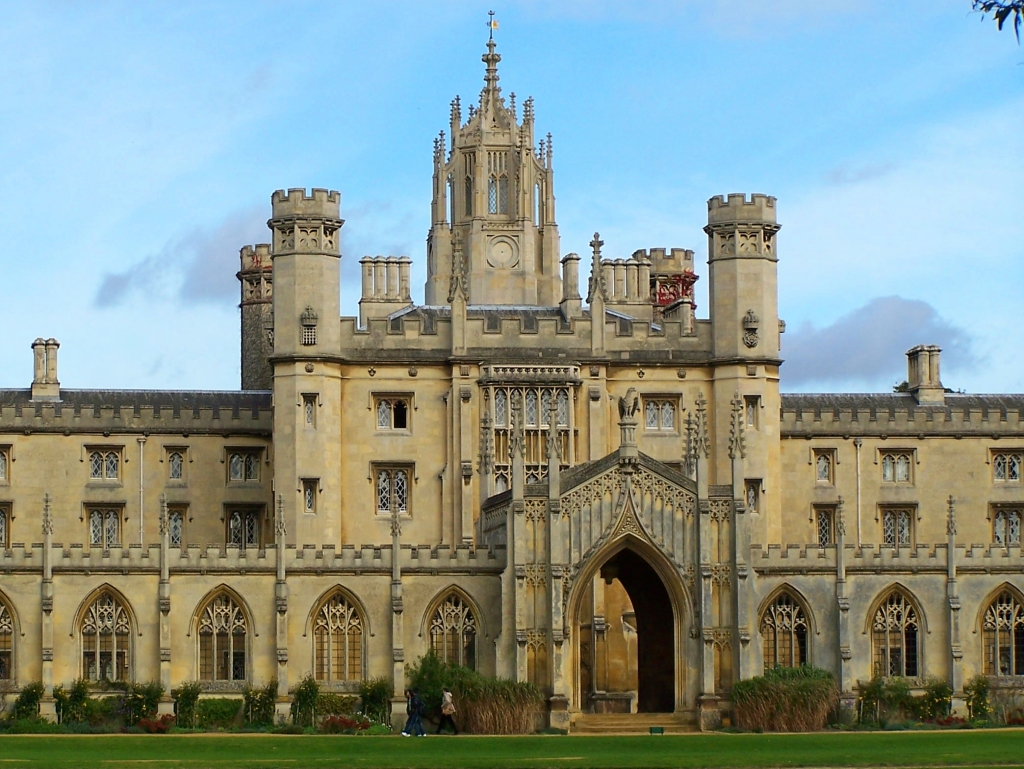
St John's College